# 豊嶋真千子
豊嶋 真千子（とよしま まちこ、1971年12月28日 - ）は、日本の声優、ナレーター、舞台女優、歌手。茨城県取手市出身。青二プロダクション所属。

## 経歴
「声優になりたいな」と考えたのはテレビアニメ『機動戦士ガンダム』、宮崎駿監督の作品『風の谷のナウシカ』を見て、キャラクターが真に自ら言葉を発しているように思い、感銘を受けたからである。しかし母からは「そんな普通の声じゃ無理」と一蹴されたという。高校生になると自分でも「無理」と気持ちが強くなり、夢と断念。
茨城県立竜ヶ崎第一高等学校卒業後、明治大学短期大学入学。応援に行っていた大学ラグビーの試合で選手達を見て「自分にはこんなふうに、懸けられるものがあるだろうか。うらやましい…。」「彼らには情熱を傾けられるものがある。でも、自分はどうだろう。同じ年齢なのに。」と心から感じていた。
20歳を迎えたばかりの時、子供の時のことを思い出して、ラグビーの試合後には「やっぱり声優になりたい」と再び問いかけていたという。『機動戦士ガンダム』のアムロ・レイ役の古谷徹に憧れており、大学3年生の時、「夢」を「実現」に向かわせるため、「やるだけやってダメならあきらめよう。夢のまま終わらせたくない」と歩き出したという。卒業後、明治大学経営学部3年次編入学し卒業。青二塾東京校第14期（旧：日曜生を経て本科生に編入し、卒業）。声優業をメインとしているほか、舞台経験もある。
1997年に同じ青二プロダクションの桑島法子と「GIRLS BE」というユニットを組み、少年漫画『BOYS BE…』とタイアップしたCDをリリースした（1997年12月をもって活動停止）。
ゲーム『センチメンタルグラフティ』にて杉原真奈美役を担当し、同作のヒロインを務めた12人の声優で結成されたユニットのSGガールズのメンバーとしても活動。
1998年5月31日、東京大学五月祭にて豊嶋真千子講演会が開催され、日刊スポーツがその内容を芸能欄で記事として紹介した。
2015年3月21日、自身の公式ブログにて、一般男性と結婚したことを発表した。
2016年、アニメ『ちびまる子ちゃん』にて死去した水谷優子の後任として、お姉ちゃん（さくらさきこ）役を同年6月5日放送回より引き継いだ。また、同作品で水谷が演じていたサブキャラクターについても引き継ぐことになった。

## 人物
桑島とは自他共に認める親友でもある。他に仲の良い声優に鈴木麻里子・米本千珠などがいる。
ある作品で共演していた京田尚子を「すごい」と感じており、豊嶋が京田の1998年当時の年齢になった時に「こういう仕事をしたいな」と思っていたという。
アルバイトとして家庭教師、一般事務、データ入力、ウエイトレス、チラシ、ティッシュ配りをしていた。
資格・免許は英検2級、漢字検定2級。
趣味はサッカー観戦、料理、ヨガ、日舞。特技は日舞、ピアノ。

## 出演
太字はメインキャラクター。

### テレビアニメ
1994年
- キテレツ大百科（女の子、エアロビ教室の生徒、小学生、男の子）
- SLAM DUNK（藤井〈3代目〉）
- それいけ!アンパンマン（1994年 - 2023年、ケーナちゃん、ミズリン、プリンセス・キウイ〈初代〉、スノーラ〈初代〉、ゼリービーンズレッド、アメちゃん〈3代目〉、クリ）
- 美少女戦士セーラームーン シリーズ（1994年 - 1995年、メンバー、パラパラ、ばったん子、店員、タンポポ 他） - 3シリーズ

1995年
- 空想科学世界ガリバーボーイ（メス馬）
- ご近所物語（女子生徒、中村奈美、女の子、お客さん 他）
- ドラゴンボールZ（インストラクター）
- ママレード・ボーイ（女の子、後輩）

1996年
- ゲゲゲの鬼太郎（第4作）（姉、人魚の子、娘）
- 地獄先生ぬ〜べ〜（1996年 - 1997年、女生徒、ミニ幽霊、中島法子 他）

1997年
- ポケットモンスター（1997年 - 1998年、タッツー）

1998年
- センチメンタルジャーニー（杉原真奈美）

1999年
- 宇宙海賊ミトの大冒険（大久保都） - 2シリーズ
- コレクター・ユイ（彼女、ネッティー）
- ONE PIECE（1999年 - 2023年、くいな）

2000年
- 闇の末裔（華京院椿）

2001年
- パチスロ貴族 銀（鴨井ゆり）

2002年
- Weiß kreuz Glühen（浅見先生）
- 天使な小生意気（直美、悪ガキ、女子B、女生徒 他）
- ポケットモンスター サイドストーリー（2002年 - 2003年、タッツー）
- 名探偵コナン（2002年 - 2024年、遠藤紀子、若い女性、女、ニュースキャスター、倍賞織江、今叶子）
- 陸上防衛隊まおちゃん（陸・空・海のオペレーター）

2003年
- エアマスター（野々楽子）
- 機動戦士ガンダムSEED（ヤルー）
- 金色のガッシュベル!!（響詞音）
- 高橋留美子劇場（佳子、由布子、若い母親）
- 高橋留美子劇場 人魚の森（藤吉）
- バロムワン（女兵士）

2004年
- モンキーターン（小林瑞木） - 2シリーズ

2005年
- SoltyRei（メリルの母）
- トランスフォーマー ギャラクシーフォース（ルーシー・スズキ教授）
- 焼きたて!!ジャぱん（美女レポーター）

2006年
- エンジェル・ハート（四歳の早百合）
- ガイキング LEGEND OF DAIKU-MARYU（ルルの母 / エルトリカ）
- 陰からマモル!（マコさん）
- しばわんこの和のこころ（〈おそば屋さんの〉女の子、和菓子屋さん、すずめ、歌舞伎のアナウンス）
- 新星輝デュエル・マスターズ フラッシュ（2006年 - 2007年、夢実ココロ）

2007年
- ゲゲゲの鬼太郎（第5作）（2007年 - 2009年、ろくろ首、クロ、子ぬり壁、レポーター）
- 祝!(ハピ☆ラキ)ビックリマン（縁縄如天）
- レ・ミゼラブル 少女コゼット（生徒A）
- ロケットガール（三原素子）

2009年
- 怪談レストラン（ミチコ先生、女教師）
- ねぎぼうずのあさたろう（おつう）

2010年
- スティッチ! 〜いたずらエイリアンの大冒険〜（ガジマギー）
- ちびまる子ちゃん（2010年 - 2015年、カキ氷屋の娘、レポーター、由紀）

2012年
- アクセル・ワールド（敵アバターA）
- HUNTER×HUNTER（第2作）（カラ、アスタ）

2014年
- 咲-Saki- 全国編（佐藤裕子）

2015年
- ワールドトリガー（三上歌歩）

2016年
- ちびまる子ちゃん（2016年 - 、お姉ちゃん〈さくらさきこ〉〈2代目〉、若林〈2代目〉、内田恵子〈2代目〉、永沢の母〈2代目〉、山根の母〈2代目〉、かよちゃんの母〈2代目〉 他）

2017年
- ONE PIECE エピソードオブ東の海 〜ルフィと4人の仲間の大冒険!!〜（くいな）

2021年
- 鬼滅の刃 遊郭編

2022年
- ラブオールプレー（榊美聡）

2024年
- リンカイ!（一宮綺羅）

### OVA
1995年
- 新・キューティーハニー

1996年
- ファイアーエムブレム 紋章の謎

1999年
- 快刀乱麻 THE ANIMATION（藤城小春）
- メルティランサー The Animation（イヨネスコ、キャスターB）

2000年
- KIRARA（エイミー）
- 創世聖紀デヴァダシー（土御門沙耶伽）

2001年
- ONE 〜輝く季節へ〜（川名みさき）

2004年
- インタールード（峰岸薫子）

2006年
- 聖闘士星矢 冥王ハーデス冥界編（一輝〈幼少時代〉）

### 劇場アニメ
1994年
- GS美神 極楽大作戦!!（女性）
- ストリートファイターII MOVIE（少女）

1995年
- スラムダンク 吠えろバスケットマン魂!! 花道と流川の熱き夏（女性アナ）

1997年
- 劇場版 地獄先生ぬ〜べ〜 午前0時ぬ〜べ〜死す!（中島法子）
- 劇場版 地獄先生ぬ〜べ〜 恐怖の夏休み!! 妖し海の伝説!!（中島法子）

2005年
- それいけ!アンパンマン ハピーの大冒険（ハピキチ）

2007年
- それいけ!アンパンマン シャボン玉のプルン（ビリリ）

### ゲーム
1994年
- かまいたちの夜（悲鳴）

1996年
- スーパーリアル麻雀PVI（香山タマミ）
- トゥルー・ラブストーリー（後藤育美）
- 同級生（佐久間ちはる）※PCエンジン版・セガサターン版
- LUNAR SILVER STAR STORY（ロウイス）

1997年
- 快刀乱麻（藤城小春）
- 地獄先生ぬ〜べ〜（中島法子）
- だいすき（ビスキット・ボング）
- 同級生麻雀（佐久間ちはる）
- パワードール2（ライザ・モリーナ）
- マクロス デジタルミッション VF-X（ポワン・ホワン）
- マネーアイドルエクスチェンジャー（ルルーラ＝フラン〈チェリーバイター〉）
- ラングリッサーIV（ローゼンシル姫）

1998年
- 金田一少年の事件簿 星見島 悲しみの復讐鬼（立花由布）
- センチメンタルグラフティ（杉原真奈美）
- センチメンタルジャーニー（杉原真奈美）
- デジタルフィギュア イイナ（三宅丈子）
- にじいろトゥインクル ～ぐるぐる大作戦～（シオン）
- みさきアグレッシヴ!（氷川未来）
- 名探偵コナン（真弓）
- 湾岸トライアルLOVE（秋川ゆかり、秋川みどり）

1999年
- 快刀乱麻 雅（藤城小春）
- 君の気持ち、僕のこころ（生駒勇花）
- グローランサー（ミーシャ）
- 火魅子伝〜恋解〜（羽江）
- 後夜祭（西園寺茜）
- ToHeart（辛島美音子）
- フレンズ 〜青春の輝き〜（佐伯夏奈子）
- ランナバウト2

2000年
- センチメンタルグラフティ2（杉原真奈美）
- 創世聖紀デヴァダシー（土御門沙耶伽）
- 麻雀やろうぜ!2（北半球覇子）

2001年
- くるくるまるまる（ミッション）
- センチメンタルグラフティ〜約束（杉原真奈美）
- 21-Two One-（狭川翠）

2002年
- Only you－リベルクルス－（杜若あやめ）
- リーヴェルファンタジア〜マリエルと妖精物語〜（フィオナ）

2003年
- インタールード（峰岸薫子）
- SAKURA 〜雪月華〜（酒桝十和子）

2004年
- センチメンタルプレリュード（杉原真奈美）

2005年
- テイルズ オブ レジェンディア（アメリア・キャンベル、レム）
- リモートコントロールダンディSF（ミミ・ニュートン）

2009年
- LUNAR ハーモニー オブ シルバースター（ロウイス）

### ドラマCD
- センチメンタルグラフティ あの日のままの君でいて（杉原真奈美）
- トゥルーラブストーリー（後藤育美）
- プライベート スーパーリアル麻雀P6（ぴ〜しっくすドラマ‐CD BOOK）（香山タマミ）
- 聖ライセンス（コーニー / コーネリア・トレイスキャリー）
- かまいたちの夜（佐久間みどり）
- ギタルマン（ピコちゃん）
- ONE 〜輝く季節へ〜（川名みさき）
- 後夜祭（西園寺茜）
- アイドル探偵You＆My（明智舞）
- プラネットラダー（かぐや）
- グローランサー（ミーシャ）
- 終わりのクロニクル（ブレンヒルト・シルト）
- 学校であった怖い話S オリジナルサウンドホラー（福沢玲子）
- KIRARA オリジナル"衝撃波" ドラマ・アルバム「夜明け前」（エイミー）
- Wジュリエット（片岡伸子）
- ツインビーPARADISE（セイラ）
- 新まいっちんぐマチコ先生（麻衣マチコ）
- 女神異聞録ペルソナ（綾瀬優香）
- レッスルエンジェルス オリジナル・ファイティング・ストーリー（越後しのぶ）

### 吹き替え

#### 映画
- アメリカン・ラプソディ（ジュジー〈スカーレット・ヨハンソン〉）
- E.T. ※DVD版
- オーシャンガール（サリー）
- 恋のトリセツ 別れ編
- ジョーズ（クリシー・ワトキンス〈スーザン・バックリニー〉）※テレビ東京版
- 友へ チング（サンテクの子供時代）※ソフト版（標準語）
- ネバー・バックダウン（バハ〈アンバー・ハード〉）
- マイ・リトル・ブライド（キム先生）
- ユニバーサルトレジャー（ハピ）

#### ドラマ
- エアアメリカ（ジュリエット）
- グッド・ワイフ
- シカゴ・ホープ（フローリー）
- 太王四神記
- ペンサコーラ（ジャニーン〈クリスタナ・ローケン〉）
- 星に願いを（イファ〈チョン・ミリョン〉）
- ムーンナイト（ヤツィル）
- THE MENTALIST シーズン1 #13（スティーヴィー・ケイド〈ダービー・スタンチフィールド〉）
- ONE PIECE（2023年、くいな）

#### アニメ
- WALL・E/ウォーリー
- チキン・リトル

### 映画
- EAT&RUN

### テレビドラマ
- CONTROL〜犯罪心理捜査〜 - 中川めぐみ

### テレビ番組
- 世界の果てまでイッテQ!（外国人吹き替え）
- 土曜プレミアム 独占解明 誰がツタンカーメンを殺したのか!?〜謎の少年王・悲劇の生涯〜（声の出演）
- リアルスコープZ（声の出演）
- ペケ×ポン（川柳コーナー）

### 実写
- VHSビデオ「ラジメンタリーvol.1 豊嶋真千子 Earthly Paradise」 ※同ラジオ番組収録現場のドキュメンタリー

### ラジオ
- 恋する歴she（クララ役）（T-FM「SCHOOL OF Lock」内）（2012年）
- EIGOの架け橋（キャシー役）（T-FM「SCHOOL OF Lock」内）（2013年）
- カコモンクエスト（クララ役）（T-FM「SCHOOL OF Lock」内）（2014年）
- サイボーグ009誕生編（003 / フランソワーズ・アルヌール役）
- 青山二丁目劇場 オリジナルドラマ
  - 「海辺のパン屋さん」（石神翔子）
  - 「三丁目の夕陽〜冬編〜」（幸子）
  - 「源氏物語」（葵の上）
  - 「彼女には秘密がある」（歌のくれは）
  - 「あじさいの唄〜盆踊り〜」（お松）
  - 「母のレシピ」（加藤良枝）
  - 「サバイバーズギルト」（伊藤遼子）
  - 「8月のセレナーデ」（田辺由香）
  - 「ひび割れたフルムーン」（陽子）
  - 「よき伴侶」（京子）

他多数
- はっちこっちインフォ （せたはち）（FM世田谷）
- 僕らの青春J POP ゲスト出演（NHK 第1）
- 朝日放送 オリジナルドラマ 「黄昏流星群」
- 文化放送 オリジナルドラマ 「大奥」
- NHK 「FMシアター」

以下はパーソナリティー
- オープンサロン834
- 豊嶋真千子Earthly Paradise
  - 豊嶋真千子・岩田光央 アスパラFUN!!
- GIRLS BEのなにかとポヨポヨ
- ラジオドラマ・エメラルドドラゴン（龍の少女）
- ゲーム・ウォーカー・ネットSaturday
- 「センチメンタルナイト」シリーズ
- TV Game Radions
  - TV Game Radions R
  - TV Game Radions Air Special Go!Go!
  - TV Game Radions V3
  - 帰ってきたセンチメンタルナイト 20（2018年）
- To Heart
- 豊嶋真千子の快刀乱麻でいっ!
- ESアワー ラジヲのおじかん
- 探偵eye's
- 青山二丁目 太紀ちゃんの店

### CD
- ゲゲゲの鬼太郎・妖怪パラパラ（ろくろ首）

### ナレーション
現在のレギュラー
- NHK総合テレビジョン「ダーウィンが来た! 〜生きもの新伝説〜」 コーナーナレーション
- 衛星劇場 番組紹介

過去のナレーション
- ダーウィンが来た! 〜生きもの新伝説〜（NHK総合テレビジョン 本編の間に挿入されるミニコーナーのナレーター、顔出しでアフリカへ象の取材にも）
- ビジネスレポート（テレビ東京）
- ロンドンハーツ（コーナーナレーション）（テレビ朝日 2010年）
- ハイビジョン特集 日本人カメラマン野生に挑む 尾崎幸司（NHK BShi）
- スパモク!! 激闘大家族スペシャル 自給自足19年大自然の小さな家2（TBS 2011年）
- 集合！ビックリ大家族 日本で頑張るなでしこ母ちゃんスペシャル（TBS 2011年）
- 激闘大家族スペシャル!大草原の小さな家（TBS 2011年）
- 4時間まるごと!激闘大家族スペシャル（TBS 2011年）
- 激闘大家族スペシャル!6男7女15人大家族 崖っぷちそば屋奮闘記（TBS 2012年）
- SMAP GO!GO!（フジテレビ 2013年）
- 全力応援!ソチオリンピック みんなでクイズ （NHK BS1 2014年）
- 伝説のコンサート 西城秀樹デビュー50年スペシャル（NHK BSプレミアム / NHK BS4K 2021年）[23]※豊嶋が声優を務める、『ちびまる子ちゃん』のさくらさきこが西城秀樹の大ファン、という繋がりもある。
- ニッポンぶらり鉄道旅（NHK BS / NHK BSプレミアム4K 2024年2月）※TARAKOの代理

### 舞台
- 劇団岸野組公演 「万お仕事承ります お仕事の弐〜追憶お捜しします」（2009年5月 池袋芸術劇場） - お小夜 役
- 劇団岸野組公演 「Basho 〜伊賀隠密、芭蕉と曾良の放浪記」（2012年10月 下北沢本多劇場） - お梗 役
- 劇団岸野組公演 「好きだってぇのに」（2014年11月 俳優座） - 若緑 役
- 朗読劇「秘密」（原作 東野圭吾） - 藻奈美役・直子役
- 朗読劇 ボイスフェア「雪女」 - 雪女 役
- 朗読劇 ボイスフェア「椿山課長の七日間」（原作 浅田次郎） - 蓮子役
- 朗読劇「リンカーン」
- 劇団すごろく公演「誘因」
- 劇団すごろく公演「再びの・・」
- 劇団大富豪第5回公演 「ETERNAL BLUE」（2008年9月25日 - 28日、浅草橋アドリブ小劇場）
- 劇団大富豪第7回公演「流星」（2011年8月3日 - 7日、笹塚ファクトリー） - 竹中ミカ 役

### その他コンテンツ
- リーディングストーリー『東京星に、行こう』（ナオミ）
  - 挿入歌『青い瞳の花束』（with 桂川千絵、作詞：白倉由美、作曲：松尾一彦）
- ベイシア電器店内ナレーション

## ディスコグラフィ
- シングル
  - 自分のいちばん
  - あなたがいるから
  - わたしはマチコ（テレビアニメ『まいっちんぐマチコ先生』主題歌のカバー）
  - Earthly Paradise
  - いつか瞳の奥の
  - Way to Love
  - アフリカ象の3回転ジャンプ
  - 真夜中においでよ（GIRLS BE）

- アルバム
  - STEEPLE ANGEL〜とんがり天使〜（1998年11月21日、COCX-30518）
  - True Emotion（1999年10月21日、COCX-30648）
  - Sunny Days（2001年3月7日、KICA-1245）
  - Best Match（2002年5月22日、KICA-1264）

- 企画盤
  - 豊嶋真千子キャラクターショウ（2003年7月25日）

### ライブコンサート・イベント
- 青二プロダクション30周年記念公演「Voice Festival to 2000」（1999年10月2日・3日〈1日2公演・計4公演〉、中野サンプラザ）[注 2]
- Machiko Toyoshima Happy Birthday Live（2000年12月28日、下北沢CLUB251）
- 豊嶋真千子25周年記念大感謝祭「にゃんこフェスティバル」（2021年6月27日〈1日2公演〉、新横浜NEW SIDE BEACH!!）[注 3]